# Black Heart (Stone Temple Pilots)
Black Heart è un singolo del gruppo musicale statunitense Stone Temple Pilots with Chester Bennington, pubblicato il 18 settembre 2013 come secondo estratto dall'EP High Rise.

## La canzone
Black Heart è la seconda traccia dell'EP ed è stata descritta come «un brano di stampo rock classico, caratterizzato da un groove costante, riff orecchiabili e dalla voce di Chester Bennington che vivacizza il tutto.»
Il singolo è stato reso disponibile per l'ascolto a partire dal 18 settembre, per poi ricevere un lyric video il 23 dello stesso mese.

## Tracce
Download digitale, CD promozionale (Stati Uniti)
1. Black Heart – 3:10

## Classifiche
| Classifica (2013)             | Posizione massima |
| ----------------------------- | ----------------- |
| Stati Uniti (mainstream rock) | 15                |